# Saint-Victor (Cantal)
Saint-Victor é uma comuna francesa na região administrativa de Auvérnia-Ródano-Alpes, no departamento de Cantal. Estende-se por uma área de 13,53 km². Em 2010 a comuna tinha 110 habitantes (densidade: 8,1 hab./km²).